# ガブ
ガブ (Gabú) はギニアビサウ東部に位置する都市。ガブ州の州都。

## 住民
フラ族が多く住んでおり、イスラム教徒の住民が多い。

## 歴史
かつてはカーブ帝国の中心地であった。

## 経済
セネガルとギニアビサウの交易の中心地である。